# Национальный исследовательский центр эпидемиологии и микробиологии имени Н. Ф. Гамалеи
Национальный исследовательский центр эпидемиологии и микробиологии имени Н. Ф. Гамале́и (ФГБУ «НИЦЭМ им. Н. Ф. Гамалеи» Минздрава России) — российское научно-исследовательское учреждение в области эпидемиологии и микробиологии. Названо в честь микробиолога и эпидемиолога Николая Фёдоровича Гамалеи.

## История
Основан в 1891 году как Частный химико-микроскопический и бактериологический кабинет Ф. М. Блюменталя. Позже преобразован в Частный химико-бактериологический институт доктора Ф. М. Блюменталя. В 1919 году национализирован, преобразован в Государственный (позже — Центральный) бактериологический институт Наркомздрава РСФСР.
В 1931 году преобразован в Центральный Институт эпидемиологии и микробиологии (ЦИЭМ) Наркомздрава РСФСР путём объединения с Центральным бактериологическим институтом Микробиологического института, а также эпидемиологическим и дезинфекционным отделениями Санитарно-гигиенического института. В 1937 году передан в систему Наркомздрава СССР. С началом Великой Отечественной войны организованы филиалы в Алма-Ате и Свердловске, большая группа специалистов направлена на работу в Казань.
В 1944 году преобразован в Институт бактериологии, эпидемиологии и инфекционных болезней Академии медицинских наук СССР.
В 1945 году преобразован в Институт эпидемиологии, микробиологии и инфекционных болезней АМН СССР. Новый институт создан присоединением лабораторий Всесоюзного института экспериментальной медицины (ВИЭМ) и клинического отделения больницы им. С. П. Боткина.
В 1948 году преобразован в Научно-исследовательский институт эпидемиологии и микробиологии АМН СССР. Создан объединением с ЦИЭМ Минздрава СССР.
В 1949 году присвоено имя Н. Ф. Гамалеи. В 1966 году награждён орденом Трудового Красного Знамени.
В 2014 году преобразован в Федеральный научно-исследовательский центр эпидемиологии и микробиологии имени почётного академика Н. Ф. Гамалеи (ФНИЦЭМ им. Н. Ф. Гамалеи) путём присоединения Научно-исследовательского института вирусологии имени Д. И. Ивановского.
В 2017 году переименован в Национальный исследовательский центр эпидемиологии и микробиологии имени почётного академика Н. Ф. Гамалеи.

## Сфера деятельности
Основным направлением деятельности является решение фундаментальных проблем в области эпидемиологии, медицинской и молекулярной микробиологии, инфекционной иммунологии. В этих исследованиях особое место занимают общие и частные закономерности распространения и эпидемического проявления инфекционных заболеваний; структура и динамика инфекционной патологии населения; возникновение, функционирование и эпидемическое проявление природных очагов болезней человека; генетика, молекулярная биология, экология и персистенция патогенных микроорганизмов; проблемы общей и инфекционной иммунологии, включая иммунорегуляцию и иммунокоррекцию, пути и средства диагностики и профилактики инфекционных болезней.
Как многократно широко заявлялось по России и миру, в 2020 году центр разработал первую в мире зарегистрированную вакцину для профилактики коронавирусной инфекции COVID-19 «Спутник V», в 2021 году — также упрощенную однокомпонентную вакцину от COVID-19 «Спутник Лайт».
Институт является базовой организацией в рамках проблем Научного совета Минздрава России по микробиологии, координирует научную деятельность институтов и учреждений соответствующего профиля и осуществляет программы научных исследований по эпидемиологии инфекционных заболеваний и внутрибольничных инфекций, природноочаговым болезням человека, медицинской микробиологии, генетике и молекулярной биологии бактерий, теоретической и прикладной инфекционной иммунологии. На базе института функционируют 9 центров Минздрава России (по риккетсиозам, лептоспирозам, бруцеллёзу, туляремии, легионеллёзу, микоплазмозам, хламидиозам, клостридиозам, боррелиозам), большинство которых являются единственными в России специализированными медицинскими лабораториями соответствующего профиля. На базе института создана и функционирует кафедра инфектологии Сеченовского университета.

## Известные сотрудники[8]
- Абелев, Гарри Израйлевич
- Альтштейн, Анатолий Давидович
- Ананьина, Юлия Васильевна
- Анджапаридзе, Отар Георгиевич
- Асратян, Арпик Ашотовна
- Бароян, Оганес Вагаршакович
- Гинцбург, Александр Леонидович
- Громашевский, Лев Васильевич
- Гусева (Мурашкевич), Наталия Евгеньевна[9]
- Дроздов, Сергей Григорьевич
- Ермольева, Зинаида Виссарионовна
- Ершов, Феликс Иванович
- Жданов, Виктор Михайлович
- Здродовский, Павел Феликсович
- Зильбер, Лев Александрович
- Каверин, Николай Вениаминович
- Коренберг, Эдуард Исаевич
- Логунов, Денис Юрьевич
- Львов, Дмитрий Константинович
- Оловников, Алексей Матвеевич
- Павловский, Евгений Никанорович
- Прозоровский, Сергей Викторович
- Скавронская, Аделина-Виктория Генриховна
- Смородинцев, Анатолий Александрович
- Соловьёв, Валентин Дмитриевич
- Тимаков, Владимир Дмитриевич
- Троицкий, Виктор Леонтьевич
- Фриденштейн, Александр Яковлевич
- Чайлахян, Рубен Карпович
- Чумаков, Михаил Петрович

## Лекарственные средства, созданные на основе исследований НИЦЭМ
- Виферон
- Кагоцел
- Меглюмина акридонацетат
- Пирогенал
- Цитофлавин
- ГамЭвак-Комби
- Спутник V
- Спутник Лайт